# Mattoon (Illinois)
Mattoon je grad u američkoj saveznoj državi Ilinois. Prema popisu stanovništva iz 2010. u njemu je živjelo 18.555 stanovnika.